# 第22回全日本女子サッカー選手権大会
第22回全日本女子サッカー選手権大会（だい22かいぜんにほんじょしさっかーせんしゅけんたいかい）は、2001年（平成13年）1月6日から1月21日にかけて行われた全日本女子サッカー選手権大会。前大会より1クラブ多い19クラブでの実施であったが、これは日本女子サッカーリーグ（L・リーグ）参加クラブが前シーズンより3増2減したためであり、また以前から参加のクラブもその多くがメインスポンサーの撤退などにより市民クラブに転換しての存続など、女子サッカーにとって非常に厳しい状況下での開催であった。
また準々決勝の会場を矢板市運動公園陸上競技場から栃木県グリーンスタジアムに変更したものの、降雪によるグラウンド状態不良により急遽、佐野運動公園陸上競技場と同公園サブグラウンドに変更するというトラブルもあった。
しかし準決勝には前大会と同じ4クラブが進出。日テレ・ベレーザ（←NTVベレーザ）がスペランツァF.C.高槻（←松下電器パナソニック バンビーナ）に、田崎ペルーレFCが伊賀フットボールクラブくノ一（←プリマハムFCくノ一）がそれぞれ勝利しての決勝進出。ベレーザが前大会優勝の田崎を破り、第19回大会以来の優勝を果たした。

## 成績
- 優勝：日テレ・ベレーザ
- 準優勝：田崎ペルーレFC
- 第3位：伊賀フットボールクラブくノ一、スペランツァF.C.高槻

## 出場クラブ

### 日本女子サッカーリーグ
（第12回L・リーグ総合成績順）
- 日テレ・ベレーザ（←NTVベレーザ）
- 伊賀フットボールクラブくノ一（←プリマハムFCくノ一）
- 田崎ペルーレFC
- YKK東北女子サッカー部フラッパーズ
- スペランツァF.C.高槻（←松下電器パナソニック バンビーナ）
- 浦和レイナスFC
- 宝塚バニーズレディースサッカークラブ
- ジェフユナイテッド市原レディース
- ルネサンス熊本フットボールクラブ（←マザーズ熊本レインボーレディース）

### 北海道地域
- 札幌リンダ

### 東北地域
- 聖和学園高等学校

### 関東地域
- 日テレ・メニーナ
- 日本体育大学女子サッカー部

### 北信越地域
- 苗代レディースFC

### 東海地域
- 清水第八スポーツクラブ

### 関西地域
- 大阪体育大学女子サッカー部

### 中国地域
- スクランブルFCキートス

### 四国地域
- 済美高等学校

### 九州地域
- 神村学園高等部

## 開催方式

### 試合規定
- 試合時間
  - 1、2回戦:80分（40分ハーフ）
  - 準々決勝以降:90分（45分ハーフ）
- 規定時間内に決しない場合は20分（10分ハーフ）の延長戦（Vゴール方式）→決しない場合はPK戦
- 登録選手:ベンチ入り16名（交代出場3名まで）
- 入場料 
  - 1、2回戦:無料
  - 準々決勝、準決勝、決勝:有料

### 試合会場
1回戦
- 東平尾公園博多の森陸上競技場[要出典]
- 日本平スタジアム
- 保土ヶ谷公園サッカー場

2回戦
- 東平尾公園博多の森陸上競技場
- 栃木県グリーンスタジアム
- 日本平スタジアム
- 保土ヶ谷公園サッカー場

準々決勝
- 広島県営広島スタジアム
- 佐野運動公園陸上競技場
- 佐野運動公園サブグラウンド

佐野市2会場は当初矢板市運動公園陸上競技場→2回戦終了後会場変更・栃木県グリーンスタジアム→試合当日急遽変更によるもの

準決勝
- 国立西が丘サッカー場

決勝
- 国立霞ヶ丘競技場陸上競技場

## 結果

### 1回戦
| 2001年1月6日 13:00 |

| 神村学園高等部 | 0 - 1 | 聖和学園高等学校 |
|                |       |                  |

| 東平尾公園博多の森陸上競技場 |

| 2001年1月6日 13:30 |

| 札幌リンダ | 0 - 2 | 清水第八スポーツクラブ |
|            |       |                        |

| 日本平スタジアム |

| 2001年1月6日 13:00 |

| 済美高等学校 | 0 - 7 | 日本体育大学女子サッカー部 |
|              |       |                            |

| 保土ヶ谷公園サッカー場 |

### 2回戦
| 2001年1月7日 13:30 |

| 日テレ・ベレーザ | 8 - 0 | 聖和学園高等学校 |
|                  |       |                  |

| 東平尾公園博多の森陸上競技場 |

| 2001年1月7日 11:00 |

| ルネサンス熊本フットボールクラブ | 0 - 3 | ジェフユナイテッド市原レディース |
|                                  |       |                                  |

| 東平尾公園博多の森陸上競技場 |

| 2001年1月7日 13:00 |

| スペランツァF.C.高槻 | 7 - 0 | 苗代レディースFC |
|                      |       |                  |

| 栃木県グリーンスタジアム |

| 2001年1月7日 15:00 |

| YKK東北女子サッカー部フラッパーズ | 5 - 0 | 日テレ・メニーナ |
|                                   |       |                  |

| 栃木県グリーンスタジアム |

| 2001年1月7日 13:00 |

| 田崎ペルーレFC | 4 - 0 | 清水第八スポーツクラブ |
|                |       |                        |

| 日本平スタジアム |

| 2001年1月7日 11:00 |

| 大阪体育大学女子サッカー部 | 0 - 1 | 浦和レイナスFC |
|                            |       |                |

| 日本平スタジアム |

| 2001年1月7日 11:00 |

| 宝塚バニーズレディース サッカークラブ | 3 - 0 | スクランブルFCキートス |
|                                       |       |                        |

| 保土ヶ谷公園サッカー場 |

| 2001年1月7日 13:00 |

| 日本体育大学女子サッカー部 | 0 - 3 | 伊賀フットボールクラブくノ一 |
|                            |       |                              |

| 保土ヶ谷公園サッカー場 |

### 準々決勝
| 2001年1月14日 13:30 |

| 日テレ・ベレーザ | 3 - 0 | ジェフユナイテッド市原レディース |
|                  |       |                                  |

| 広島県営広島スタジアム |

| 2001年1月14日 11:00 |

| スペランツァF.C.高槻 | 2 - 1 | YKK東北女子サッカー部フラッパーズ |
|                      |       |                                   |

| 広島県営広島スタジアム |

| 2001年1月14日 13:00 |

| 田崎ペルーレFC | 8 - 0 | 浦和レイナスFC |
|                |       |                |

| 佐野運動公園陸上競技場 |

| 2001年1月14日 14:00 |

| 宝塚バニーズレディース サッカークラブ | 0 - 4 | 伊賀フットボールクラブくノ一 |
|                                       |       |                              |

| 佐野運動公園サブグラウンド |

### 準決勝
| 2001年1月20日 13:30 |

| 日テレ・ベレーザ | 5 - 1 | スペランツァF.C.高槻 |
|                  |       |                      |

| 国立西が丘サッカー場 |

| 2001年1月20日 11:00 |

| 田崎ペルーレFC | 1 - 0 | 伊賀フットボールクラブくノ一 |
|                |       |                              |

| 国立西が丘サッカー場 |

### 決勝
| 2001年1月21日 13:00 |

| 日テレ・ベレーザ | 2 - 1 | 田崎ペルーレFC |
|                  |       |                |

| 国立霞ヶ丘陸上競技場 |